# Phyllachora bambusina
Phyllachora bambusina är en svampart som beskrevs av Speg. 1885. Phyllachora bambusina ingår i släktet Phyllachora och familjen Phyllachoraceae.   Inga underarter finns listade i Catalogue of Life.